# Mar interior occidental

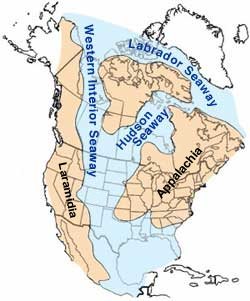
El Mar Interior Occidental durante la mitad del Cretácico, 100 millones de años a. C.

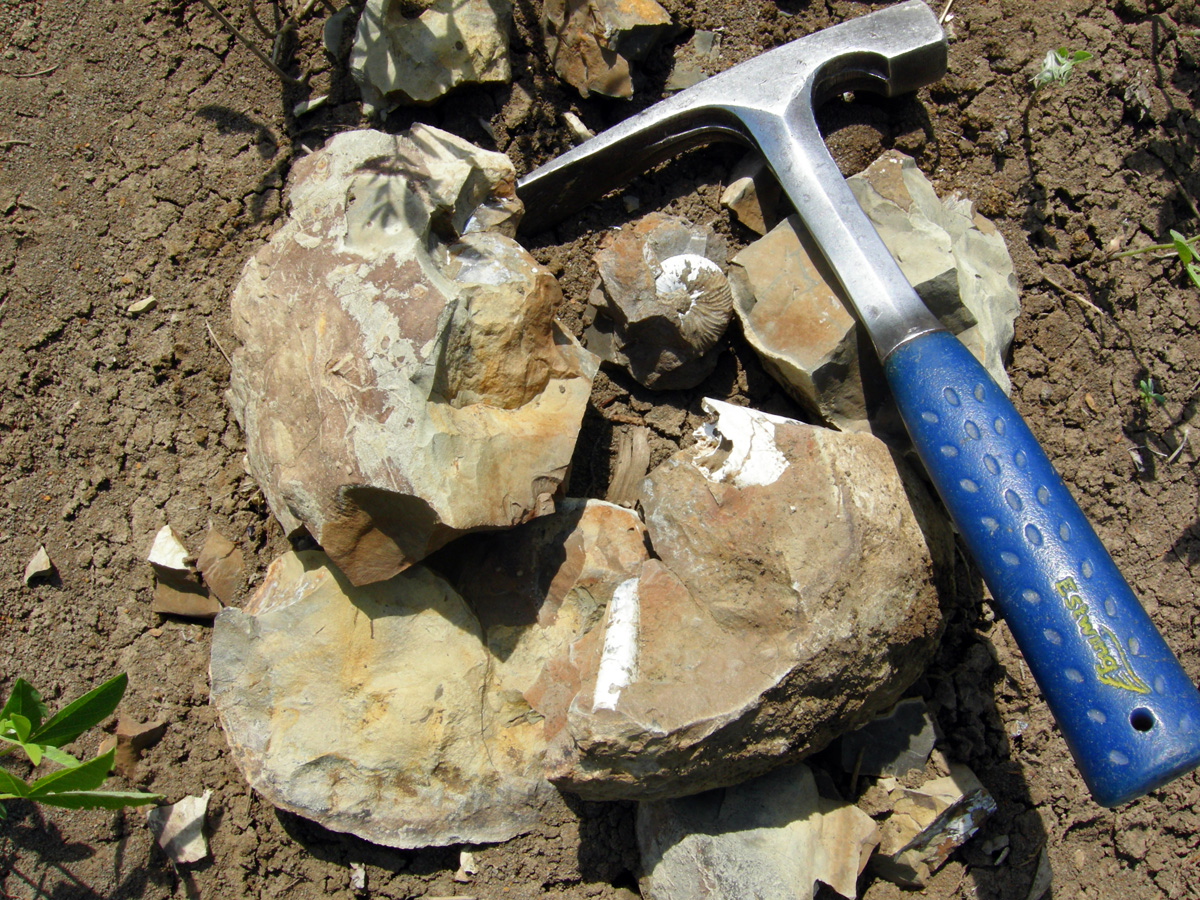
Un pedazo roto con fósiles adentro; Cretácico Tardío Pierre Shale cerca de Ekalaka, Montana.

El Mar Interior Occidental, también llamado Mar del Cretácico, Mar de Niobrara y Mar Interior de Norte América, fue un enorme mar interior que estaba en el continente de América del Norte y que lo dividía en dos partes durante el inicio y mitad del periodo Cretácico. Tenía una profundidad de 760 m, una anchura de 970 km y una longitud de 3200 km.

## Origen y geología
El mar fue creado cuando las placas del Pacífico y de América del Norte colisionaron, dando lugar a las Montañas Rocosas en el oeste. Con el alto nivel del mar en todo el mundo durante el Cretácico, las aguas del norte (océano Ártico) y las del sur (golfo de México) se unieron en las tierras bajas del continente, formando un mar que creció y decreció a lo largo del Cretácico. 
La primera fase del mar comenzó en la mitad del Cretácico, cuando el nivel del mar subió creando un brazo del océano Ártico que se conectaba con el oeste de América del Norte, llamado Mar de Mowry, nombre dado por la Formación Mowry, una formación de rocas ricas en materia orgánica. En el sur, el golfo de México fue una extensión del mar de Tetis, que se unió con el Mar Mowry a finales del Cretácico, para formar por completo el mar interior de Norteamérica.
En su mayor apogeo, el mar se extendía desde las Montañas Rocosas hasta los Apalaches en el este, con unos 1000 km de anchura y su mayor profundidad de 800 a 900 metros, poco profundo en términos de mares, lo cual causaba un gran impacto en la flora y fauna.
La deposición de carbón sugiere que el mar era cálido y tropical, con abundantes algas calcáreas. 
Se han encontrado restos fósiles de animales marinos del período Cretácico en el interior del continente norteamericano, una de las pruebas de la existencia de este gran mar interior. Entre los fósiles descubiertos destacan sobre todo los reptiles marinos como mosasaurios y plesiosaurios, también grandes peces depredadores como Xiphactinus y tiburones gigantes como el Cretoxyrhina 
Al final del Cretácico, se alzó una elevación continua del terreno encogiendo el mar y retirando todas sus aguas a largo plazo.